# Municipio Tequisquiapan
Koordinaten: 20° 30′ N, 99° 54′ W
Tequisquiapan ist ein Municipio im mexikanischen Bundesstaat Querétaro. Das Municipio umfasst eine Fläche von 370,7 km². Im Jahr 2010 hatte Tequisquiapan eine Bevölkerung von 63.413 Einwohnern. Verwaltungssitz und einwohnerreichster Ort des Municipios ist das gleichnamige Pueblo Mágico Tequisquiapan.

## Geographie
Das Municipio Tequisquiapan liegt im südlichen Teil des Bundesstaats Querétaro auf einer Höhe zwischen 1700 m und 2800 m. Es zählt zur Gänze zur physiographischen Provinz der Sierra Volcánica Transversal und liegt vollständig im Einzugsgebiet des Río Pánuco, wodurch es in den Golf von Mexiko entwässert. Vorherrschende Gesteinstypen sind Extrusivgesteine (darunter 31,5 % Pyroklastika, 16,7 % Rhyolith-Tuff, 9 % Basalt) bei 20,9 % Alluvionen und 3,9 % Sedimentgestein. Bodentyp von 49 % des Municipios ist der Phaeozem, gefolgt von 39 % Vertisol und 6 % Leptosol. Gut 54 % der Gemeindefläche werden ackerbaulich genutzt, etwa 26 % sind von Gestrüpplandschaft bedeckt, 13 % sind bewaldet.
Das Municipio Tequisquiapan grenzt an die Municipios Colón, Ezequiel Montes, San Juan del Río und Pedro Escobedo sowie an den Bundesstaat Hidalgo.

## Bevölkerung
Beim Zensus 2010 wurden im Municipio 63.413 Menschen in 15.117 Wohneinheiten gezählt. Davon wurden 197 Personen als Sprecher einer indigenen Sprache registriert. Knapp 7,7 % der Bevölkerung waren Analphabeten. 25.872 Einwohner wurden als Erwerbspersonen registriert, wovon gut 65,5 % Männer bzw. gut 4,3 % arbeitslos waren. 8,3 % der Bevölkerung lebten in extremer Armut.

## Orte
Das Municipio Tequisquiapan umfasst 102 bewohnte localidades, von denen der Hauptort und San Nicolás, La Fuente, Fuentezuelas, Bordo Blanco und El Tejocote vom INEGI als urban klassifiziert sind. Neun Orte wiesen beim Zensus 2010 eine Einwohnerzahl von über 2000 auf, fünf weitere Orte hatten zumindest 500 Einwohner, 77 Orte hatten weniger als 100 Einwohner. Die größten Orte sind:
| Ort                 | Einwohner |
| Tequisquiapan       | 29.799    |
| San Nicolás         | 05.576    |
| La Fuente           | 04.272    |
| Fuentezuelas        | 02.895    |
| Bordo Blanco        | 02.709    |
| El Tejocote         | 02.701    |
| Los Cerritos        | 02.202    |
| San José de la Laja | 02.156    |
| La Tortuga          | 02.029    |
| La Trinidad         | 01.836    |
| Santillán           | 01.281    |
| La Laja             | 01.150    |